# Termoluminescência

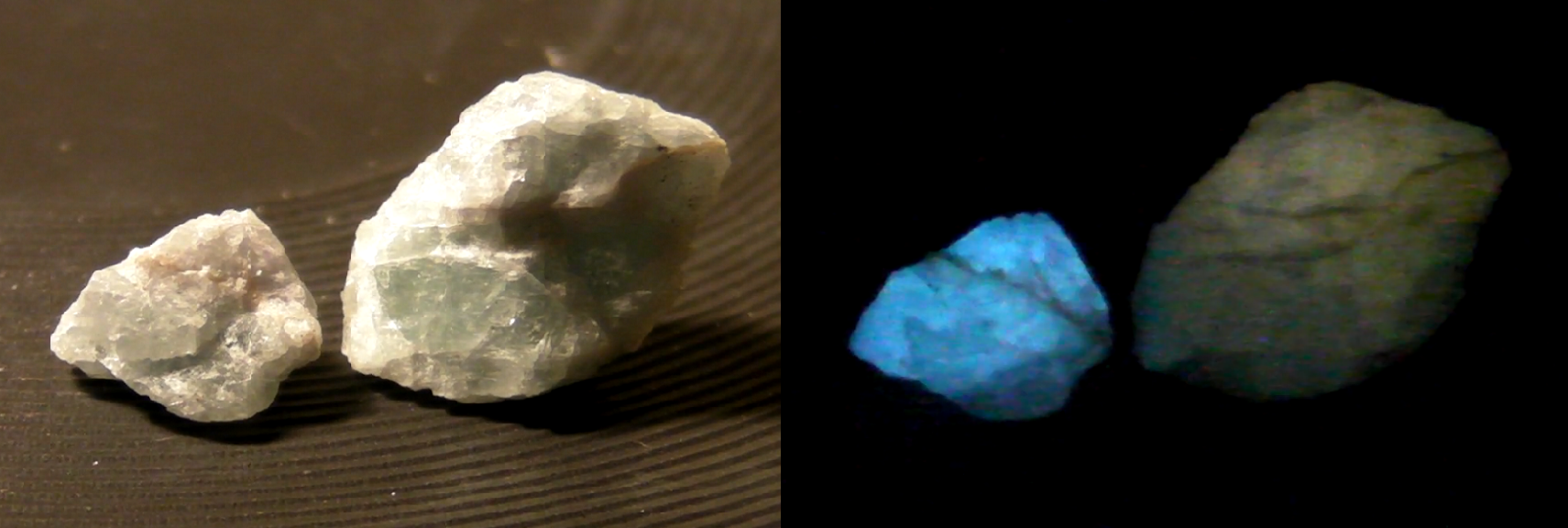
Termoluminescência da Fluorita, a luz emitida no início parece ser branca e tende a ficar um pouco azulada no final.

A termoluminescência (TL) é o processo de emissão de luz de um isolante ou semicondutor previamente exposto à radiação através de estímulo térmico. Isso não deve ser confundido com o fenômeno da incandescência que é a luz emitida espontaneamente por um material quando é aquecido a altas temperaturas. É uma característica particular da termoluminescência que, uma vez aquecida para excitar a emissão de luz, a amostra não irá exibir termoluminescência novamente simplesmente resfriando a amostra e reaquecendo. De modo a reapresentar a luminescência, o material tem que ser re-exposto à radiação, e ao que elevar a temperatura produzirá novamente emissão de luz.
Do ponto de vista microscópico, a termoluminescência consiste na perturbação do sistema eletrônico de um material isolante ou semicondutor, indo de um estado de equilíbrio termodinâmico, para um estado metaestável através da absorção de energia externa, produzida por radiação ionizante. Isto é então seguido pelo retorno ao estado de equilíbrio, devido a um estímulo térmico. Um gráfico da intensidade da luz em função da temperatura é chamado de glow-curve. Uma glow-curve pode ter um ou mais máximos, chamados glow-peaks, cada um correspondendo a uma armadilha de nível de energia.
Certos minerais não metálicos e anidros, sobretudo os que contêm elementos alcalino-terrosos, como o cálcio, mostram esta propriedade. A termoluminescência é observada normalmente apenas durante o primeiro aquecimento, e não no reaquecimento, sendo que não é uma forma de transformação do calor em luz. A energia da luminescência já está presente no mineral, e é liberada através da excitação por leve aquecimento. Por outro lado, a incandescência é realmente uma transformação de calor em luz. O mineral com termoluminescência extinta pode ser recuperado quando é exposto a um raio excitante de alta energia, tais como radiação nuclear e raios-x, isto é, o mineral é recarregado.
A fluorita (CaF2) é um típico mineral termoluminescente. Além disso, a calcita (CaCO3), apatita (Ca(PO4)3(OH,F, Cl)), escapolita (Na4Al3Si3O24Cl - Ca4AlSi3O8 - CaAl2Si2O8) e o quartzo (SiO2) mostram termoluminescência.
Através da comparação da intensidade de radiação nuclear (raio excitante) com a da termoluminescência recuperada, pode-se determinar a idade do último evento térmico (aquecimento) do mineral. Este método aplicado em quartzo e plagioclásio é eficiente para datação (medir a idade da rocha ou mineral) de amostras com idade inferior a algumas dezenas de milhares de anos, sendo útil para a vulcanologia, dosimetria e arqueologia.

## Dosimetria por termoluminescência
A dosimetria por termoluminescência é uma técnica utilizada para medir a dose de radiação ionizante absorvida por materiais, sendo amplamente empregada em contextos médicos, industriais e de pesquisa. Essa técnica se baseia no fenômeno da termoluminescência, que ocorre quando um material que foi previamente exposto à radiação emite luz ao ser aquecido.

#### Princípio de funcionamento
O processo de dosimetria por TL envolve várias etapas:
1. Exposição à radiação: Materiais termoluminescentes (TL) são expostos à radiação ionizante. A energia da radiação excita os elétrons no material, fazendo com que eles se movam de um estado de equilíbrio para um estado metaestável, onde ficam presos em armadilhas na estrutura cristalina do material.
2. Aquecimento: Após a exposição, o material é aquecido em um dispositivo chamado leitor TL. O calor fornecido permite que os elétrons escapem das armadilhas e retornem ao seu estado original.
3. Emissão de luz: Durante o retorno ao estado fundamental, os elétrons liberam a energia armazenada na forma de luz. A intensidade da luz emitida é proporcional à quantidade de radiação absorvida pelo material.
4. Glow-curve: A luz emitida é registrada em função da temperatura, gerando um gráfico conhecido como glow-curve. Cada pico neste gráfico, chamado glow-peak, representa um nível de energia das armadilhas no material, sendo que a área sob esses picos é utilizada para determinar a dose de radiação recebida.